# 1911 w filmie
Wydarzenia filmowe w 1911 roku.

## Wydarzenia
- październik – w Hollywood, na rogu Sunset Boulevard i Bower Street, David Horsley założył pierwsze studio filmowe.

## Premiery
- polskie
  - Kosz primadonny, reż. Julian Krzewiński
  - Zazdrosny konkurent
  - 26 lipca – Antek Klawisz, bohater Powiśla, reż. Józef Ostoja-Sulnicki
  - 26 sierpnia – Dzieje grzechu, reż. Antoni Bednarczyk
  - 22 września – Meir Ezofowicz, reż. Józef Ostoja-Sulnicki
  - 20 października – Skandal na ulicy Szopena, reż. Julian Krzewiński
  - 20 listopada – Dzień kwiatka, reż. Julian Krzewiński
  - 13 grudnia – Sąd Boży (reż. Stanisław Knake-Zawadzki)
  - w języku jidysz: Macocha, Okrutny ojciec (reż. Andrzej Marek), Chasydka i odstępca (reż. Andrzej Marek), Zabójca z nędzy

## Urodzili się
- 5 stycznia – Jean-Pierre Aumont, aktor (zm. 2001)
- 6 stycznia – Kazimierz Rudzki, polski aktor (zm. 1976)
- 7 stycznia – Butterfly McQueen, amerykańska aktorka (zm. 1995)
- 11 stycznia – Jerzy Zarzycki, polski reżyser (zm. 1971)
- 18 stycznia – Danny Kaye, aktor (zm. 1987)
- 6 lutego – Ronald Reagan, aktor, prezydent USA (zm. 2004)
- 9 lutego – Gypsy Rose Lee, amerykańska aktorka, pisarka (zm. 1970)
- 14 lutego – Florence Rice, aktorka (zm. 1974)
- 19 lutego – Merle Oberon, brytyjska aktorka (zm. 1979)
- 3 marca – Jean Harlow, amerykańska aktorka (zm. 1937)
- 18 marca – Smiley Burnette, amerykański aktor, muzyk (zm. 1967)
- 17 kwietnia – George Seaton, amerykański reżyser (zm. 1979)
- 23 kwietnia – Ronald Neame, brytyjski reżyser (zm. 2010)
- 11 maja – Phil Silvers, aktor (zm. 1985)
- 17 maja – Maureen O’Sullivan, aktorka (zm. 1998)
- 18 maja – Sigrid Gurie, aktorka (zm. 1969)
- 3 czerwca – Ellen Corby, amerykańska aktorka (zm. 1999)
- 20 czerwca – Gail Patrick, amerykańska aktorka (zm. 1980)
- 6 lipca – LaVerne Andrews, piosenkarka, aktorka (zm. 1967)
- 14 lipca
  - Terry-Thomas, angielski aktor (zm. 1990)
  - Tadeusz Fijewski, polski aktor (zm. 1978)
- 16 lipca – Ginger Rogers, amerykańska aktorka i tancerka (zm. 1995)
- 18 lipca – Hume Cronyn, kanadyjsko-amerykański aktor (zm. 2003)
- 5 sierpnia – Robert Taylor, aktor (zm. 1969)
- 6 sierpnia – Lucille Ball, amerykańska aktorka (zm. 1989)
- 7 sierpnia – Nicholas Ray, amerykański reżyser (zm. 1979)
- 12 sierpnia – Cantinflas, meksykański aktor (zm. 1993)
- 13 października – Ashok Kumar, indyjski aktor (zm. 2001)
- 20 października – Will Rogers Jr., aktor (zm. 1993)
- 27 października – Leif Erickson, aktor (zm. 1986)
- 30 października – Ruth Hussey, amerykańska aktorka (zm. 2005)
- 4 listopada – Frederick W. Elvidge, aktor  (zm. 1988)
- 5 listopada – Roy Rogers, amerykański piosenkarz i aktor (zm. 1998)
- 10 listopada – Harry Andrews, angielski aktor (zm. 1989)
- 4 grudnia – Andrzej Szalawski, polski aktor (zm. 1986)
- 8 grudnia – Lee J. Cobb, aktor (zm. 1976)
- 10 grudnia – Sidney Fox, amerykańska aktorka (zm. 1942)
- 30 grudnia – Jeanette Nolan, aktorka (zm. 1998)